# 美國總統座車
美國總統座車是美國總統所使用的官方座車。自1930年代末，美國聯邦政府就已專門派定車輛供總統使用，並常指定要配有先進的通訊設備、特殊的便利功能、配備裝甲、以及防禦性的反制措施等。已經有許多不同種類的車輛被官方或非官方認定為總統用車，但傳統上都是以選用美國車為主。目前最新訂製的總統座車是一輛大型豪華轎車，有雪佛蘭科迪亞克商用卡車的底座，並佩上凱迪拉克徽章，常被稱作凱迪拉克一號（Cadillac One），或偶爾稱為豪華轎車一號（Limo One），這是參照美國總統專機「空軍一號」的稱呼。

## 目前車型樣式

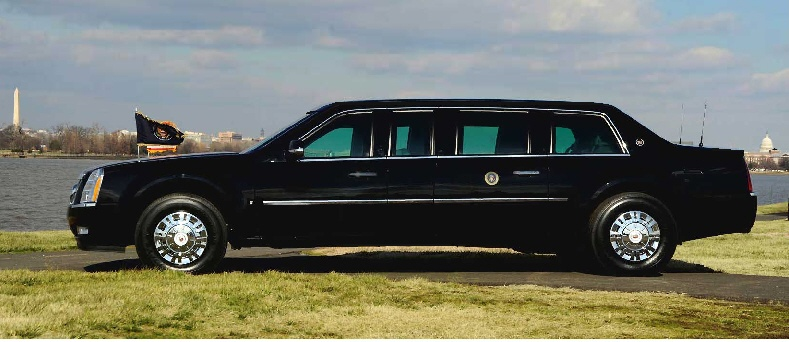
2009年款的總統座車側面照。

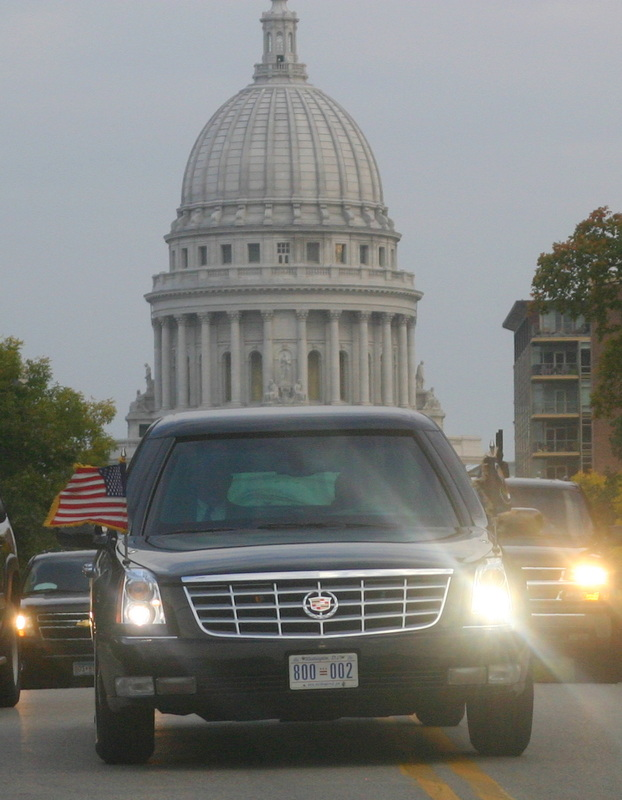
在威斯康辛州麥迪遜市街上的總統座車正面照。（背景建築是威斯康辛州政廳）

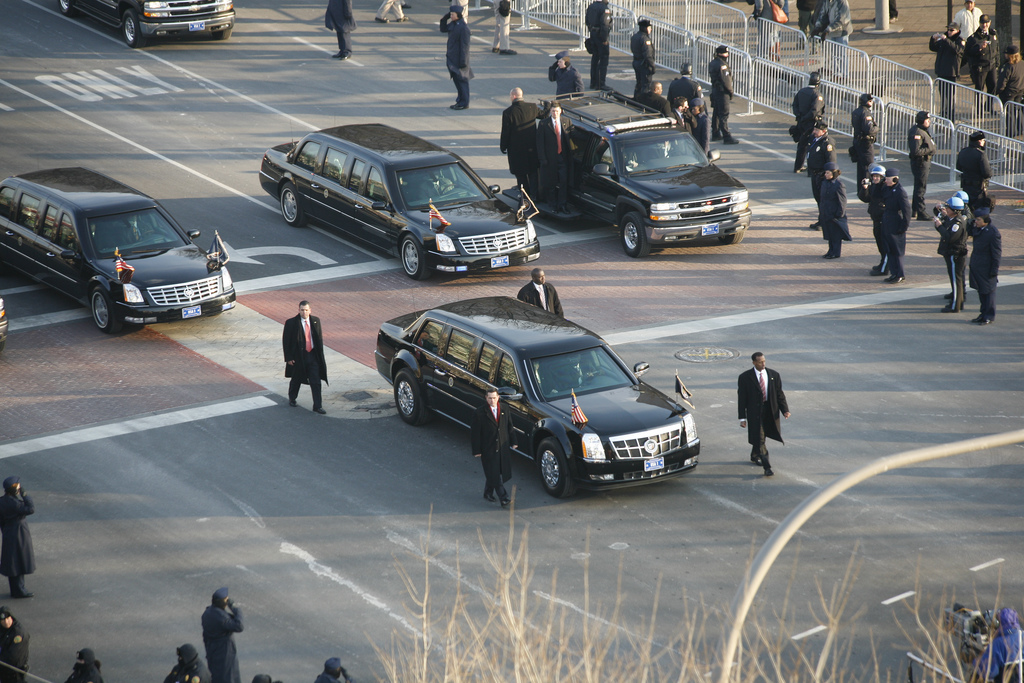
2009年款的總統座車在2009年總統就職典禮的遊行中首次亮相，由特勤局特勤警戒護衛。其後跟著兩輛備用的2005年款前總統喬治·華克·布希所用的總統座車。

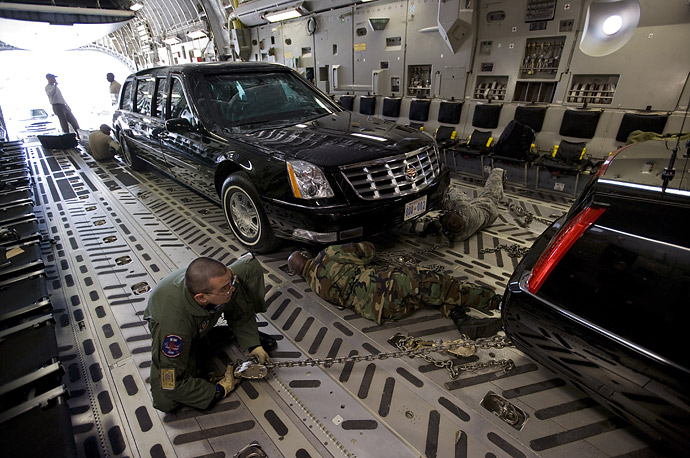
當總統在國內或國外進行旅行時，其座車由波音C-17环球霸王III來運輸。

當前的美國總統座車是於2018年9月24日開始服役，為2009年款的小改版，外觀接近凱迪拉克CT6。根據汽車製造商通用汽車所述，2009年的總統座車是以凱迪拉克DTS為基礎，是首部不帶有特定型號名稱的總統座車。車身外觀有許多現今凱迪拉克的款式特徵，但卻不像任何一部特定的量產車。而車體本身似乎是將佩有DTS徽章的前任總統座車加以改裝而成，但其底盤及動力傳動系統等卻是取自於雪佛蘭科迪亞克商用卡車。該車有許多部件是從各種不同款式的凱迪拉克汽車而來，如：車頭燈、側後照鏡、及門把是取自凱迪拉克埃斯克萊德豪華休旅車，而車尾尾燈及倒車燈似乎是取自於凱迪拉克STS豪華房車。雖然一輛這樣的座車其價碼迄未公佈，但估計每輛要價至少30萬美元。

### 一般規格
美國特勤局將這輛配備重裝甲的座車稱之為「野獸」（The Beast）。基於安全考量，座車的大部分詳情細節則屬機密。目前已知的配置包括在車身一秘密位置處配有特殊專門的夜視系統，常見的車門門把則由特殊的環狀裝置所取代。當特勤隨著座車在旁快步奔跑時便會緊握該門把。座車特大號的輪艙所裝上的是固特異的防爆輪胎。全車可完全密閉，以防生化攻擊，並有獨立的供氧系統。後車廂內則置有與總統血型相符的血庫。
這部座車包括總統在內可坐七人。前座可坐兩人，包含裝設有控制台的通訊中心，並有一塊玻璃隔層將前後座隔開。在後座有三個面向車尾的座位，其座墊能夠折疊在隔層上，而最後排的兩個座位則是保留給總統及另一位乘客，這兩個座位能夠個別將椅背後仰，座位之間則有折疊桌。座車內部壁板中的儲藏間含有通訊設備，稱為豪華轎車控制包（Limousine Control Package），由白宮通訊處所運作。該控制包是一種語音和資料傳輸裝置，能使座車連接於位在車隊後部的白宮通訊處路跑者，如此便能從座車中行使指揮及控制的職權。此外，座車的後車廂蓋還配有五個天線。座車駕駛是由受過特殊訓練能夠做出J-Turn的特勤局特勤來擔任。保護總統的首要特工通常會坐在副駕駛座上。
在進行國內旅行時，若座車載著總統，就會在車頭插上美國國旗和總統旗，裝在引擎蓋上的定向泛光燈就會將其照亮。當總統到國外進行國事訪問時，總統旗就會被換成外國國旗。總統座車主要由美國空軍波音C-17环球霸王III負責在國內及國際間進行空運，其燃油效率約為8英里每美制加侖（3.4每公升）。美國政府也會為貴賓、來訪的政府首腦、以及國家元首等出動設計相仿的座車以供其使用。

### 機動性
這輛配有裝甲的凱迪拉克DTS因其較差的機動性而廣受媒體注意，特別是當座車被部署到其他國家而其道路面積又是在汽車出現之前數年就已定了的時候。如：2009年，美國總統座車在英國首相官邸倫敦唐寧街上就被拍攝到花了極長的時間在做三點轉向。2011年，位在都柏林的美國駐愛爾蘭共和國大使館，一輛配備裝甲的凱迪拉克DTS在通往大使館外部的斜坡上被卡住了，新聞記者聲稱該座車即為美國總統座車。

## 總統車隊

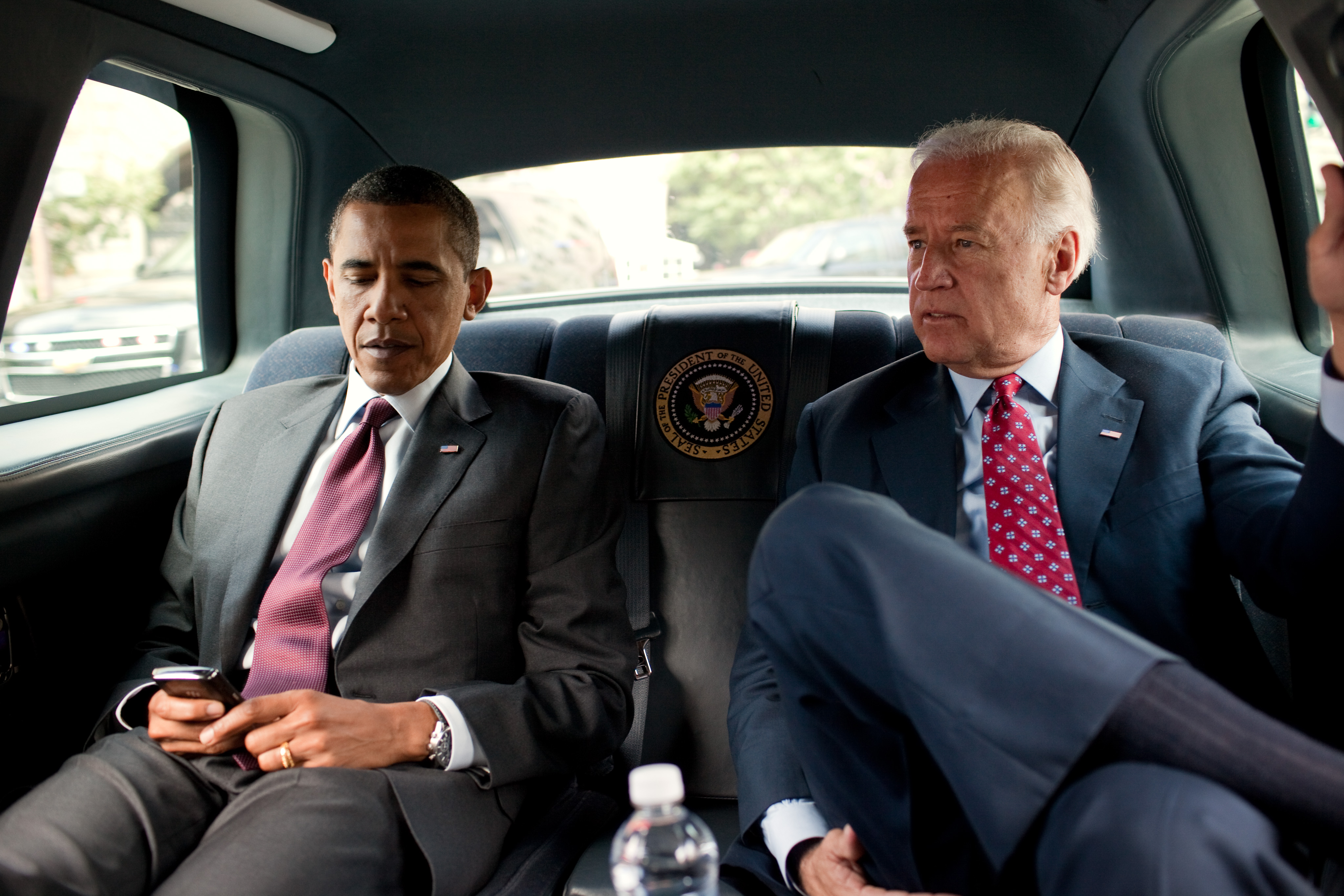
在總統車隊行進中，總統歐巴馬和副總統拜登正乘坐在總統座車內。

自2001年起，每當總統出城旅行時，所組成的車隊就約有45部車輛。總統座車本身由特勤局維護，車隊中的其他支援車輛則由白宮軍事辦公室來維護。有時，總統會乘坐車身兩側佩有總統徽章以供其專用的兩輛雪佛蘭薩博班休旅車之一出行。

## 歷任總統的座車

### 早期用車（1910年代－1950年）

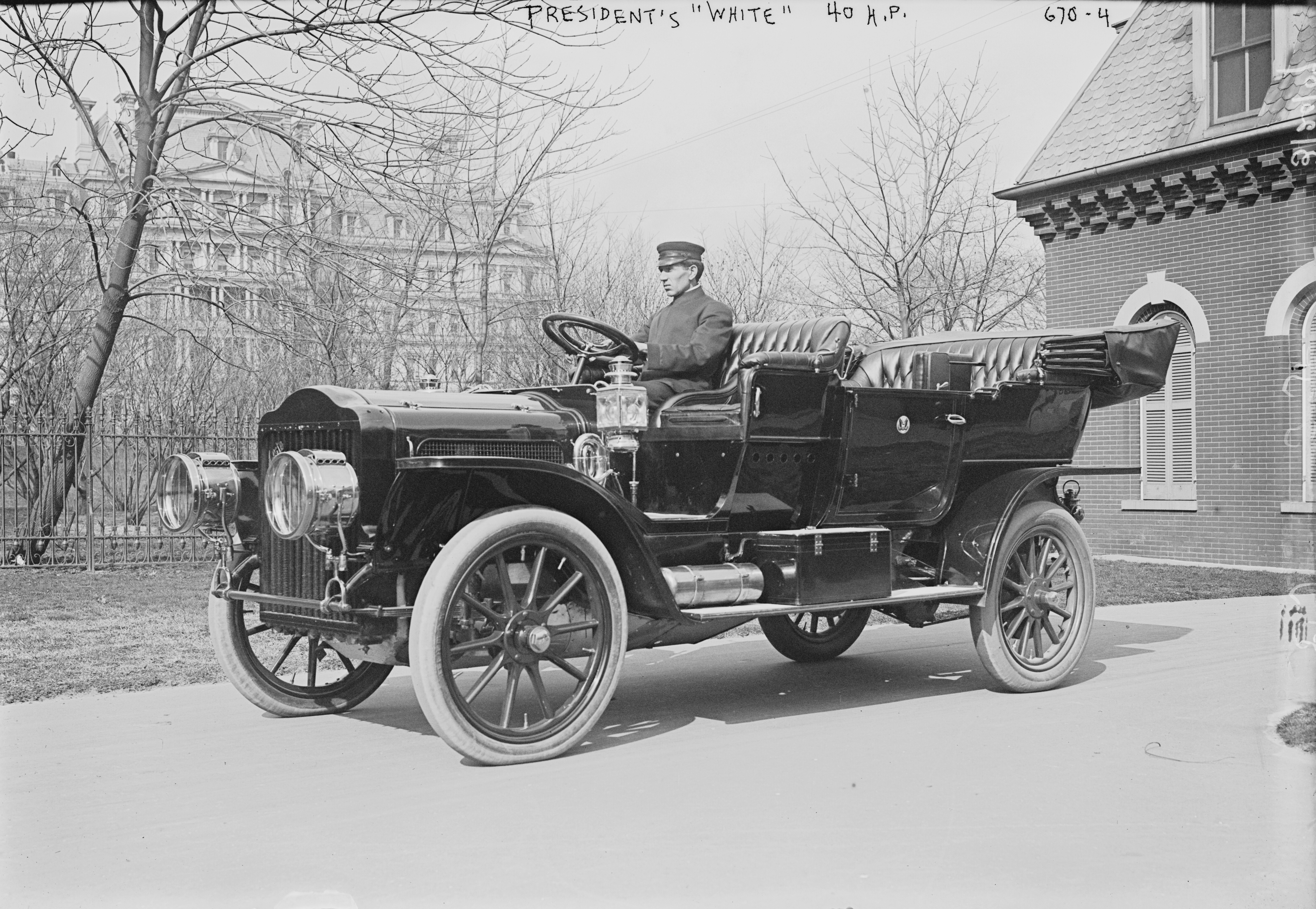
1909年，塔虎脫總統的M型懷特蒸汽車。

首位乘坐過汽車的美國總統是威廉·麥金萊，但直到狄奧多·羅斯福任總統時，才正式使用政府所專有的第一輛汽車－－白色史丹利蒸汽車（Stanley Steamer）。羅斯福的繼任者威廉·霍華德·塔虎脫曾購置懷特動力公司所生產的M型蒸汽車以作為其官方用車，並將白宮的馬厩改造成其車庫。此外，他還訂購了兩輛皮爾斯雅樂機動車公司所生產的汽車以在國家的一些官方場合中使用。塔虎脫的下一任伍德羅·威爾遜總統也偏愛汽車過於四輪馬車。在第一次世界大戰結束之後，波士頓街道上舉行了慶祝勝利的遊行。參加遊行的威爾遜總統成為首位乘坐凱迪拉克汽車的行政首長之一。 1921年，繼任的沃倫·哈定乘坐帕卡德雙六（Twin-Six）汽車參加了總統就職典禮，成為首位乘車參加就職典禮的總統。而後繼任的卡爾文·柯立芝總統則使用1928年款的凱迪拉克半敞篷車以作為其官方用車。
1938年，有兩輛個別稱為瑪麗皇后號 (Queen Mary）和伊莉莎白皇后號 （Queen Elizabeth ）的凱迪拉克敞篷車交付給了美國政府。這兩輛車是以當時最大的兩艘遠洋郵輪來命名，其車長21.5英尺（6.6），重7,660英磅（3,470），配備有全套的武器彈藥、雙向無線電通訊設備、以及重型發電機，耐用可靠，供富蘭克林·羅斯福、哈里·杜魯門、以及德懷特·艾森豪三任總統使用。
首部為了總統使用方便而專門打造的座車是1939年款的林肯V12敞篷車，被稱為「陽光之殊」，由富蘭克林·羅斯福所使用。這部豪華轎車原先配備有警笛、夜航燈、雙向無線電通訊、額外加寬的踏腳板、以及供特勤局特工抓握的把手。在珍珠港事件發生後，特勤局極為擔心羅斯福總統可能會遭人企圖暗殺。1941年12月8日，事件發生後隔天，原本屬於黑幫老大艾爾·卡彭的1928年款的重型裝甲凱迪拉克341A型的轎車就被利用來載送總統到國會大廈發表「國恥演說」。在卡彭被捕之後，這輛車原先被財政部沒收充公，並停放在車輛扣押停車場中，結果卻出乎意料於此時派上用場。羅斯福一直使用卡彭的車直到他的「陽光之殊」被改裝成能防彈、車門加裝防護鋼板、配上防彈輪胎、加裝數吋厚的車窗以及配置可放衝鋒槍的儲藏間。福特汽車公司將這部改裝後的轎車以一年500美元租給總統辦公室。該車一直使用直到1948年。現今則在密西根州迪爾伯恩市的亨利·福特博物館永久展出。之後，特勤局則使用車身經過訂製的1956年款、1976年款、和1983年款的75系列凱迪拉克敞篷車作為後續指揮車直到1990年代。

### 汽車時代（1950年－1969年）

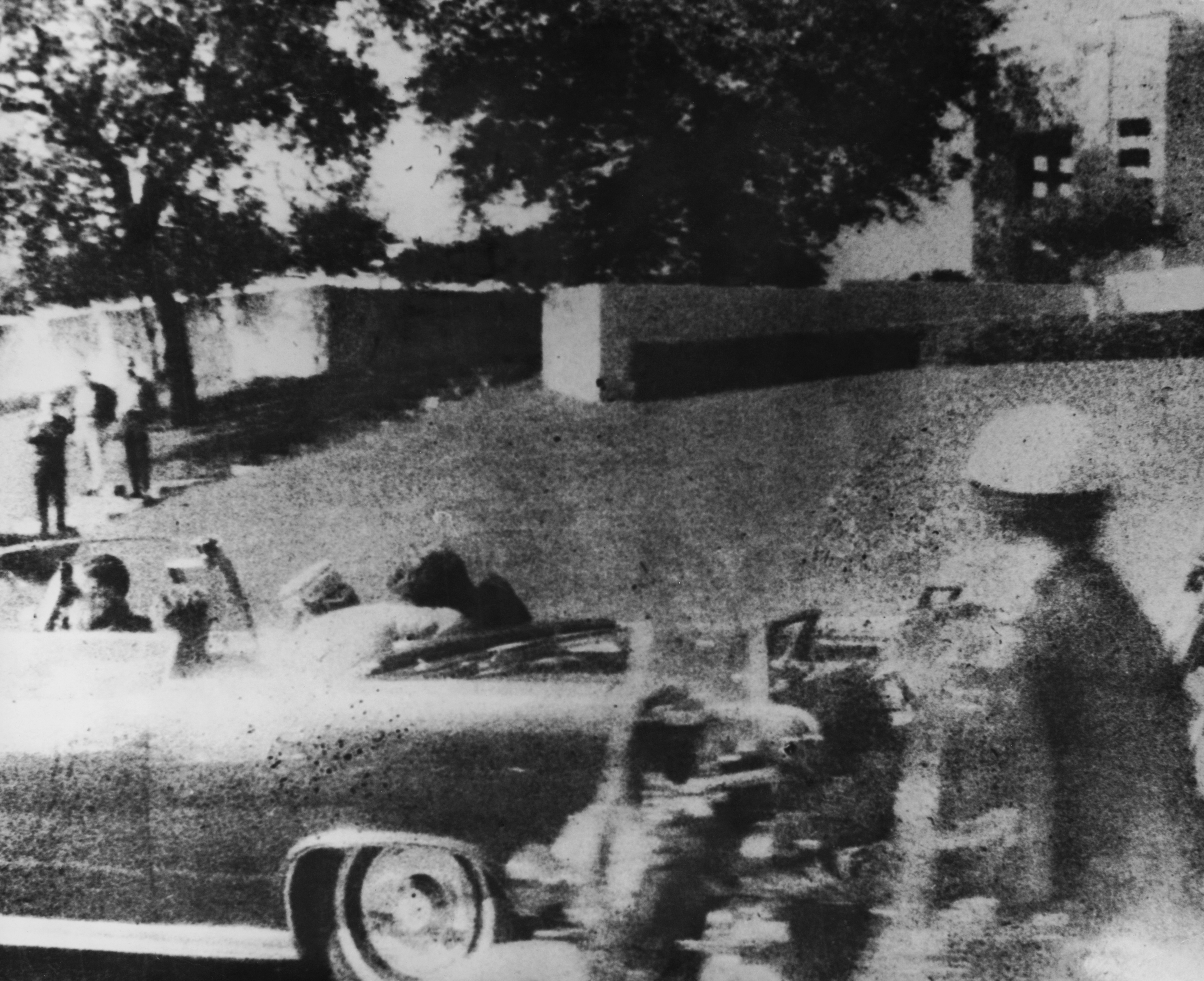
照片顯示了1961年款的總統座車－林肯大陸敞篷車，其不防彈的塑膠「泡泡頂」已被移除。 1963年11月22日，甘迺迪總統於德州達拉斯迪利廣場在乘坐這部車時遭到暗殺。

1950年，有兩輛訂製的1950年款林肯世界系列的豪華轎車交付給了白宮以供杜魯門總統使用。之後艾森豪總統建議將其中一輛裝上玻璃車頂，稱之為「泡泡頂」。該車後來由約翰·甘迺迪繼續沿用，也一度曾為林登·詹森所使用，並於1965年退役，現於亨利·福特博物館永久展出。愛車出了名的總統德懷特·艾森豪在1953年總統就職當天的遊行中便乘坐了一部首次出產的凱迪拉克埃爾多拉多豪華敞篷車。
而後繼任的約翰·甘迺迪總統遭暗殺時所乘坐的豪華轎車是1961年款藍黑色的林肯大陸敞篷車。該車有壓克力透明車頂可防惡劣天氣，由辛辛那提的赫斯暨艾森哈特公司（Hess and Eisenhart）所訂製打造而成，其在特勤局的代號為SS-100-X。之後這部車進行了翻新改進，包括加裝了防護鋼板、固定式的轎車車頂、全新的內飾、改善了空調系統、加裝電子設備及防彈玻璃。除了其他別的更改之外，還重新將其漆成黑色，並對其外觀進行了修飾以除去在暗殺事件中所遭受的損壞。現今這輛轎車也在亨利·福特博物館中展出。
接下來的詹森政府則使用了三輛1965年款的林肯大陸行政級豪華轎車。當中的兩輛供總統使用，一輛供國防部長羅伯特·麥克納馬拉（福特汽車公司的前任總裁）使用。此外，還有一部1968年款加長型的林肯轎車供詹森總統在華盛頓特區及其家鄉德州奧斯汀使用。目前這部車在林登·詹森總統圖書館暨博物館中展出。 1967年，故總統甘迺迪的座車SS-100-X再度進行改裝。之後，在理察·尼克森總統任內，該車的一大片玻璃車頂被換成面積較小的玻璃以及有鏈的車頂板。這部車一直服役直至1977年，最終被安置在亨利·福特博物館中。

### 總統職權的象徵（1969年－至今）

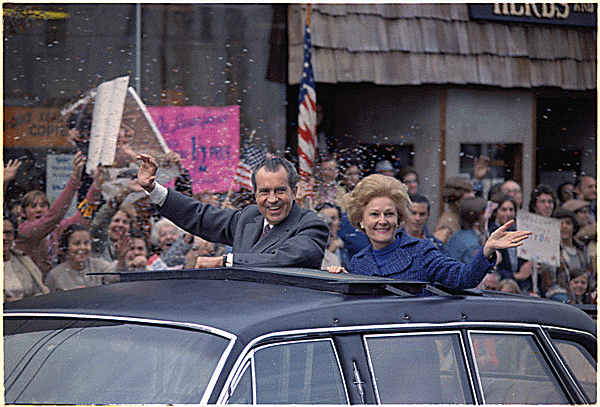
1972年，理察·尼克森總統及其第一夫人帕特·尼克森正乘坐在1969年所購得的林肯牌總統座車。

在尼克森總統任內，白宮曾向芝加哥的雷曼彼得森公司（Lehmann-Peterson）訂購了一輛林肯大陸豪華轎車，交付時其車型是1969年款的配備等級。這部座車有一個加裝的天窗，這樣在遊行時若有需要，尼克森就可以站在車內與群眾見面。此外，它還配備了若干功能，如可伸縮的把手和踏腳板，這個功能不久就被赫斯暨艾森哈特公司加以仿效。目前該車安置在位於加州約巴林達尼克森總統圖書館暨博物館中。尼克森政府之後又訂購了兩輛由赫斯暨艾森哈特公司所打造的1972年款配有裝甲的克萊斯勒帝國雷巴戎豪華轎車（其前後保險桿為1973年款，該車為迄今最後一部白宮所用的克萊斯勒轎車），同時還訂購了一輛1972年款的林肯大陸車型的轎車，但車身加長到了22英尺（7公尺），並裝配有防護裝甲、防彈玻璃、由一台搭配C-6三段速自排變速箱的460立方英寸（7.5升）的V8引擎所驅動。這型座車在其服役的歷史中也經過多次更動，除了修改後車尾燈及反射鏡組件以與更新後的1977年至1979年款的車型相稱之外，還包括更換前擋泥板與水箱護罩。福特、吉米·卡特、及隆納·雷根三位總統都曾使用這部林肯轎車，而這部車也是1981年雷根遭人企圖暗殺時正準備乘上的總統座車。諷刺的是，該座車的裝甲卻成了導致雷根受到槍傷的關鍵因素。雷根當時並沒有直接被擊中，而是被座車側面的裝甲彈飛的子彈所打中。目前該座車正在亨利·福特博物館中展出。
1983年，雷根政府接收了一輛凱迪拉克福利特伍德豪華轎車。同年2月，該轎車在伊利諾州迪克森市隆納·雷根總統的生日遊行中首次亮相，是為通用汽車公司最後一部配有渦輪增壓Hydra-Matic 400三段速自排變速箱的汽車。目前該車安置在位於加州西米谷的隆納·雷根總統圖書館中。繼任的總統喬治·赫伯特·華克·布希所用的座車是一部1989年款改裝過的林肯城市豪華轎車。該車配有福特F-250重型小卡車7.5升的V8引擎，以及一台E4OD四段速自排變速箱。位在德州大學城的喬治·布希總統圖書館就陳列了一部同款的車型。
1993年，一輛總統系列的凱迪拉克福利特伍德布魯爾姆豪華轎車交付給了柯林頓政府。為了盡可能減低外部威脅，該車並未安裝車頂天窗及踏腳板。其所配置的引擎為454立方英寸（7.4升）雪佛蘭V-8引擎，搭配4L80E四段速自排變速箱，與1993年款的雪佛蘭C2500重型小卡車所用相同。該座車目前安置在阿肯色州小岩城的柯林頓總統中心。截至2009年，在柯林頓總統中心的這部1993年款的凱迪拉克福利特伍德轎車是最後一部公開展示的總統座車。按照計劃，特勤局會將往後的總統座車用於安全測試，也因此可能會導致座車銷毀。
2001年，一輛凱迪拉克帝威豪華轎車交付給了布什政府，並於2005年被取代成凱迪拉克DTS（帝威型旅行轎車）。這輛2005年款的凱迪拉克DTS豪華轎車是由森特剛裝甲公司（前歐加拉－赫斯暨艾森哈特公司，O'Gara-Hess & Eisenhardt）在通用汽車的四輪驅動平台上以手工定製打造而成的加長型裝甲版凱迪拉克DTS。該車於2005年1月20日喬治·華克·布希在其第二個總統任期就職典禮的遊行中首次亮相，現今則經常充當為替代性的總統座車。

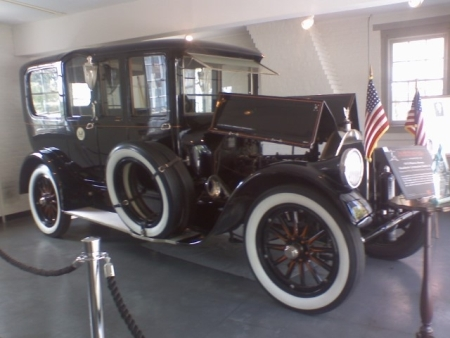
1919年款的皮爾斯雅樂51型總統座車，由伍德羅·威爾遜總統使用。
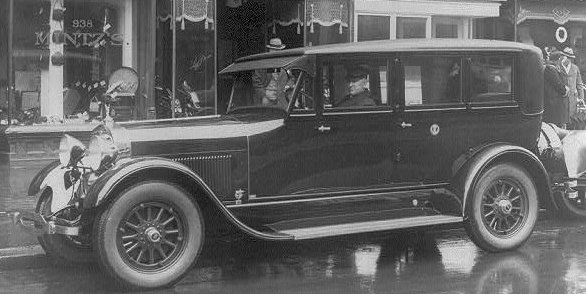
1924年款的林肯牌總統座車，由卡爾文·柯立芝總統使用。
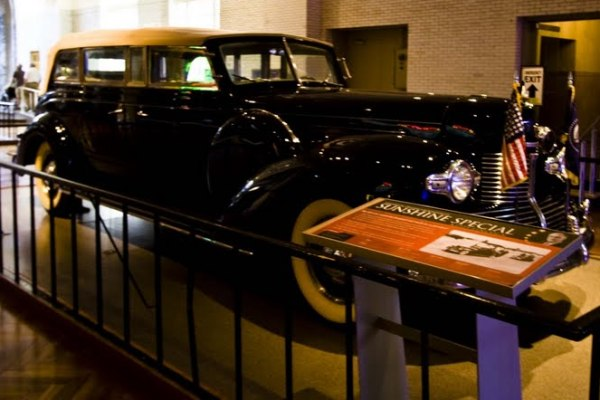
1939年款別號「陽光之殊」的林肯牌敞篷總統座車，由富蘭克林·羅斯福總統使用。
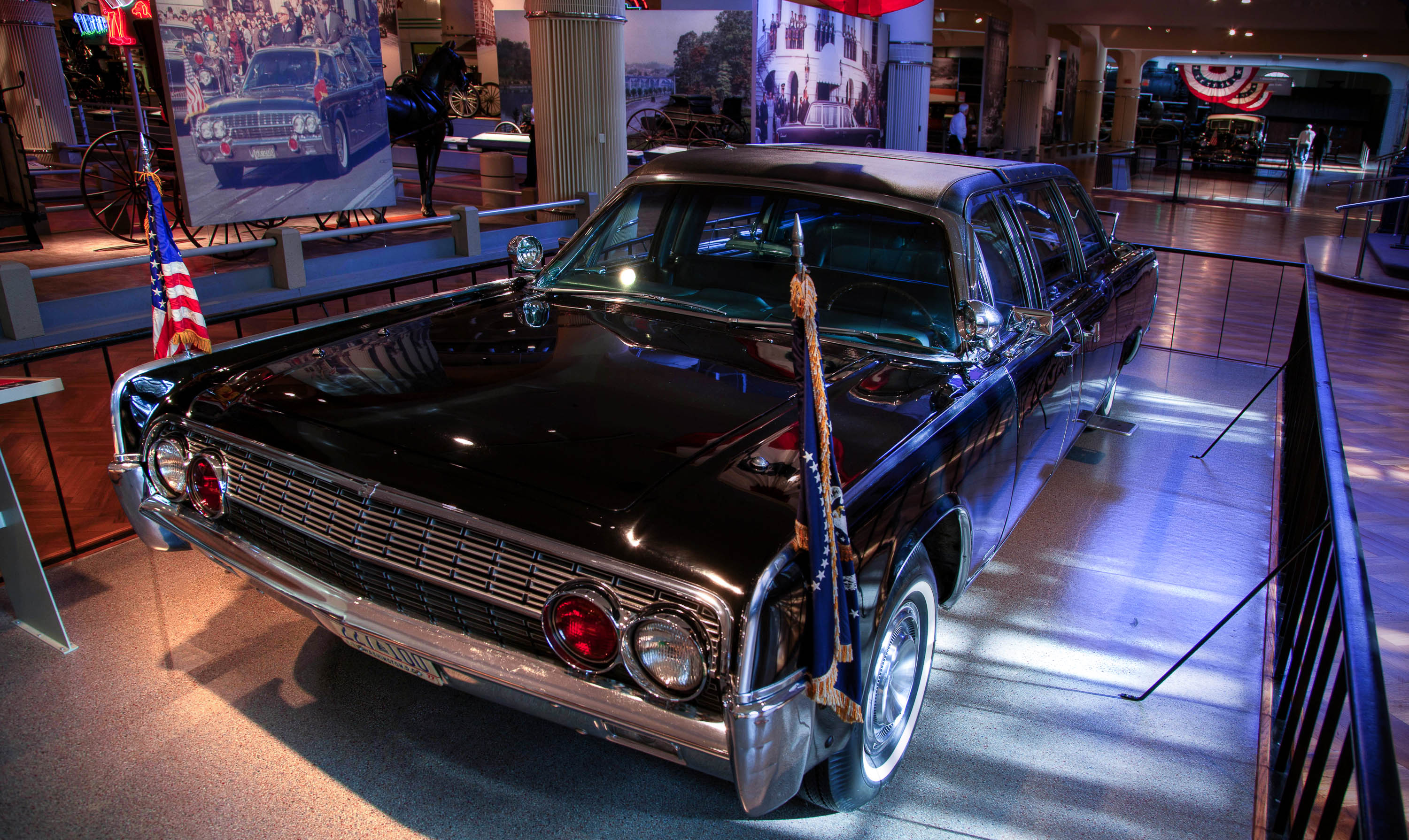
1961年款的林肯大陸總統座車，由約翰·甘迺迪及林登·詹森兩位總統使用。
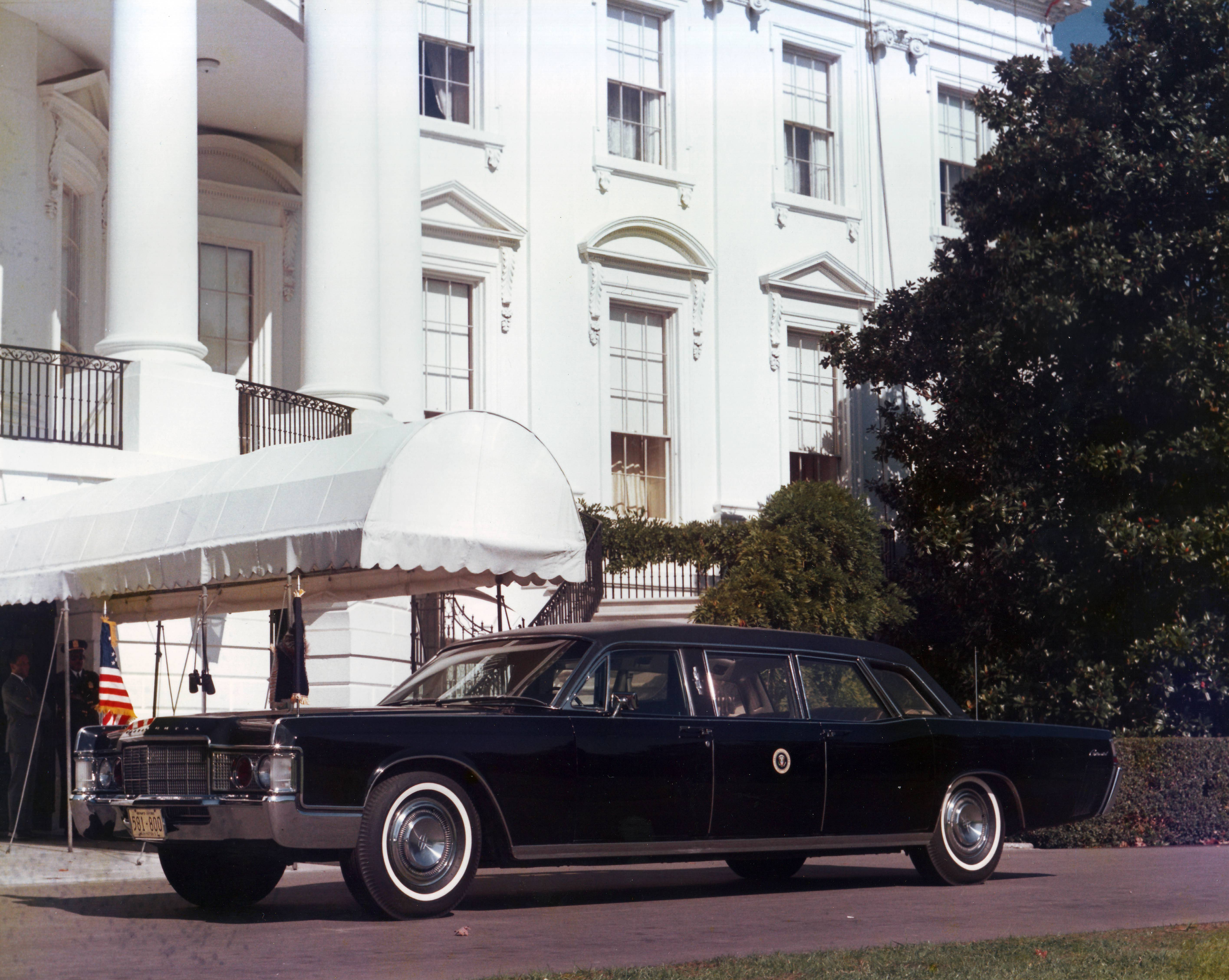
1969年款的林肯大陸總統座車，由理察·尼克森總統使用。
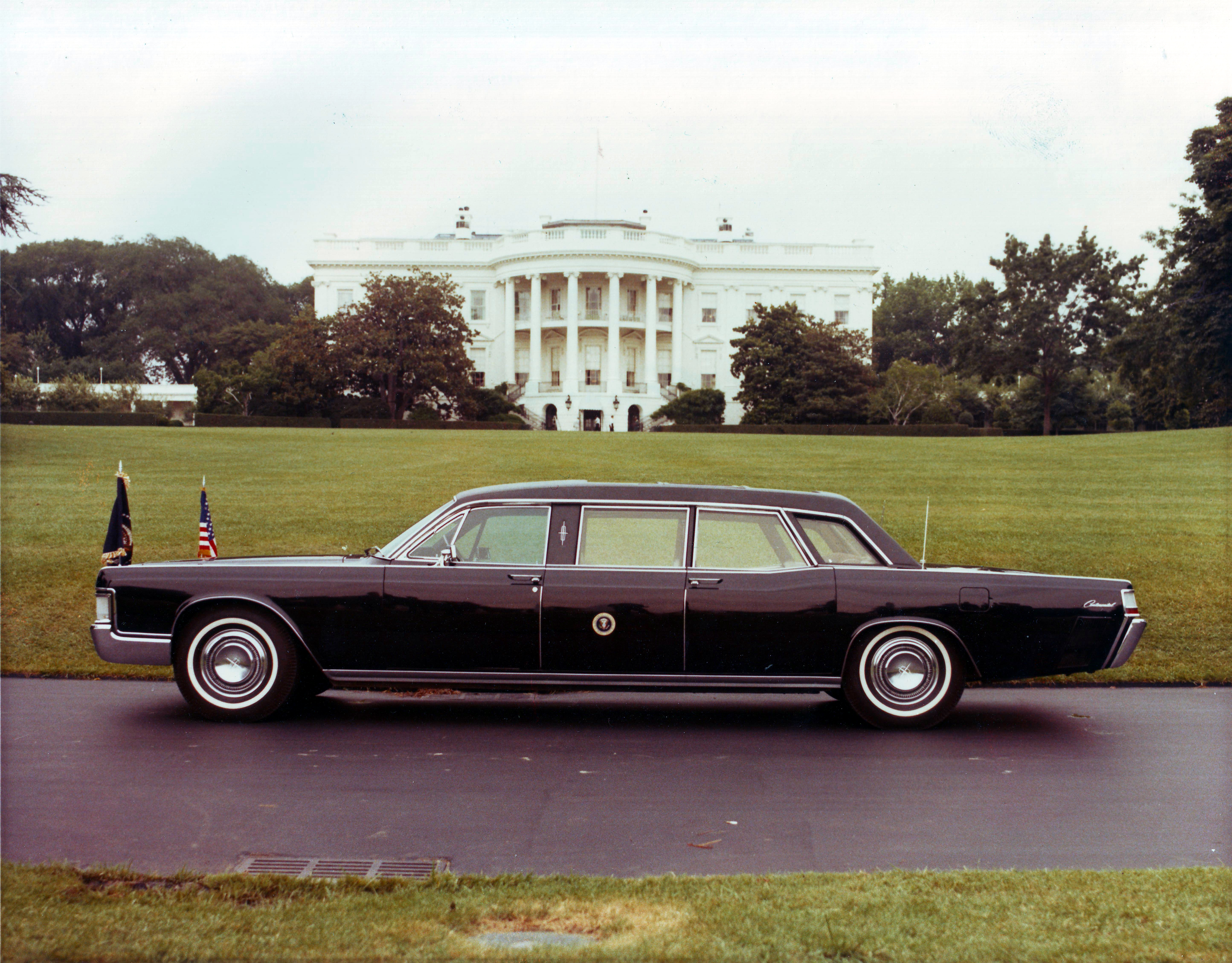
1972年款的林肯大陸總統座車，由理察·尼克森、傑拉爾德·福特、吉米·卡特、及隆納·雷根等四位總統使用。
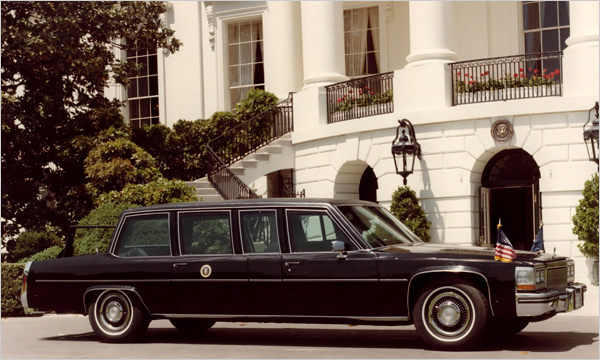
1983年款的凱迪拉克福利特伍德總統座車，由隆納·雷根總統使用。
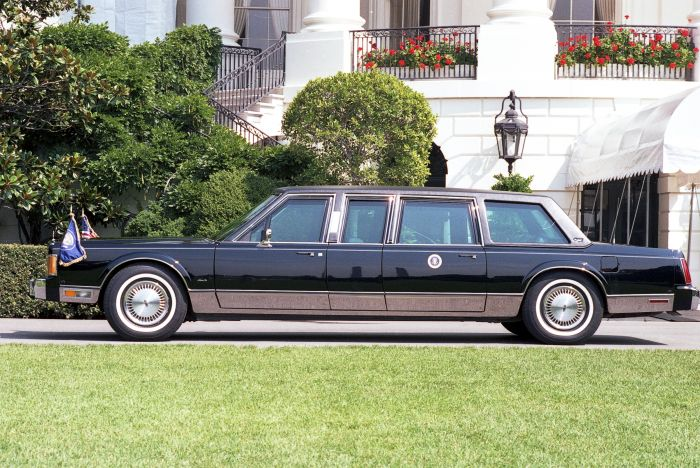
1989年款的林肯城市總統座車，由喬治·赫伯特·華克·布希總統使用。
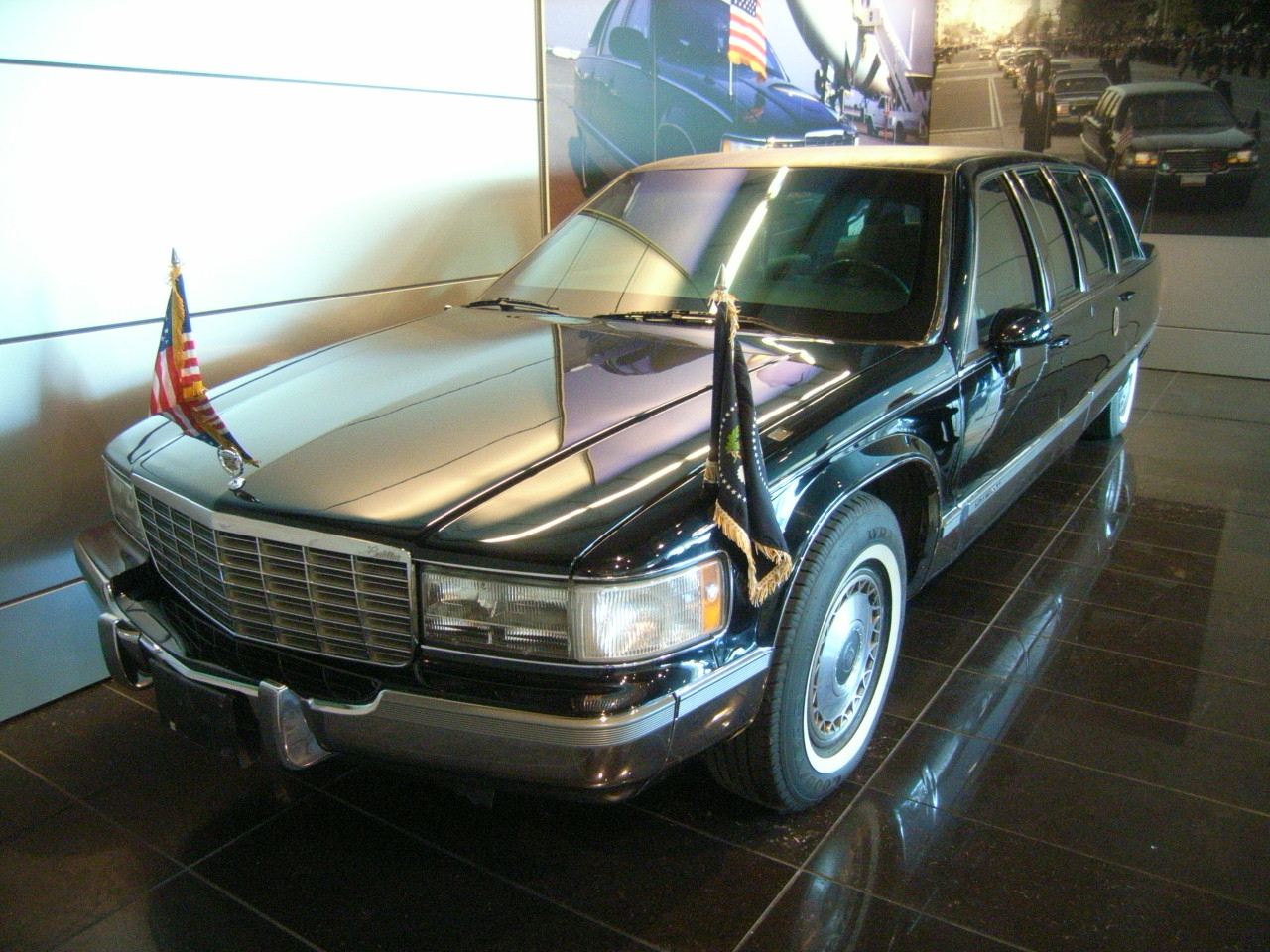
1993年款的凱迪拉克布魯爾姆總統座車，由比爾·柯林頓總統使用。
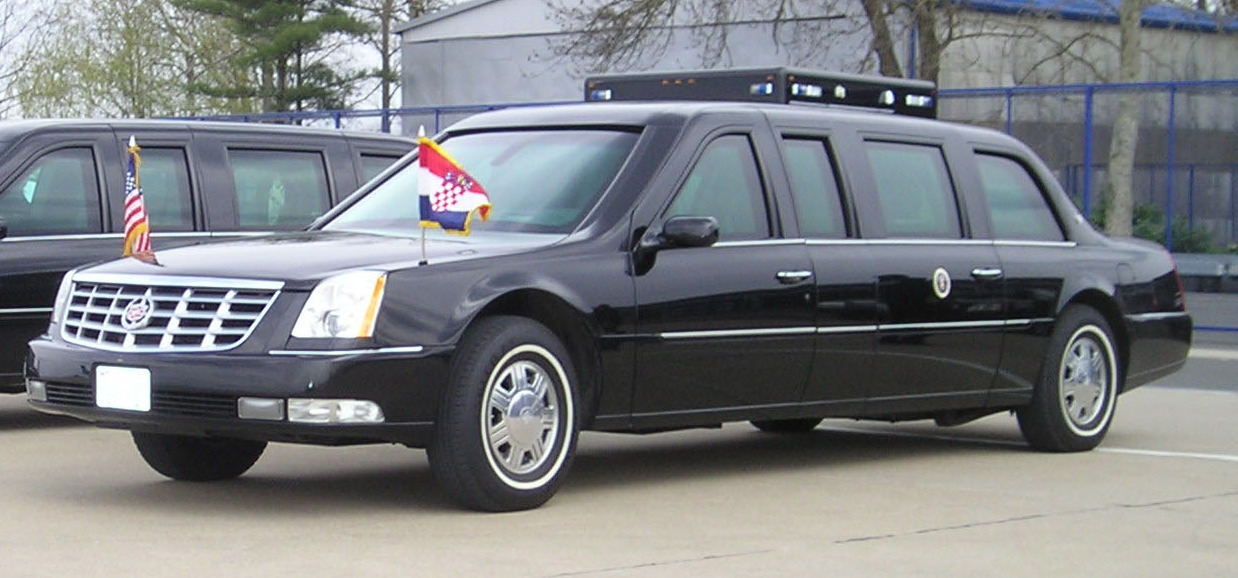
2005年款的凱迪拉克DTS總統座車，由乔治·沃克·布什總統使用。

## 流行文化
惊天危机
全面攻佔：倒數救援
帝國浩劫：美國內戰

## 外部連結
- (PDF).   [2014-10-03]. （原始内容 (PDF)存档于2009-01-18）.
- 《總統有新的敞篷車了》，1950年9月，《科技新時代》 1950年為杜魯門總統所訂購專用的林肯牌敞篷車的詳細報導。
- 總統車隊中組成車輛的次序 （页面存档备份，存于）
- 《當白宮獲得第一部汽車時，是誰當總統？》 （页面存档备份，存于）
- 歐巴馬轎車：新總統座車亮相 （页面存档备份，存于）
- 歐巴馬的新凱迪拉克裝甲座駕簡介 （页面存档备份，存于）